# Флэнаган, Джеймс Уинрайт
Джеймс Уинрайт Флэнаган (англ. James Winwright (или Winright) Flanagan; 5 сентября 1805, Гордонсвилл, Виргиния — 28 сентября 1887, Лонгвью, Техас) — американский политик, сенатор США от штата Техас, член республиканской партии.

## Биография

### Ранние годы
Джеймс Флэнаган родился в семье Чарльза и Элизабет (в девичестве Сондерс) Флэнаган в округе Албемарл около Гордонсвилла, штат Виргиния. В 1815 году семья переехала в Бунсборо, штат Кентукки.
В молодости Флэнаган торговал лошадьми и мулами в восточном Кентукки и западной Виргинии, а затем переехал в Кловерпорт на реке Огайо, где стал процветающим купцом. Он был владельцем флотилии плоскодонок, на которых возил местную продукцию по рекам Огайо и Миссисипи в Новый Орлеан. Кроме того, он изучал право и в 1825 году был принят в коллегию адвокатов штата Кентукки. В 1826 году Флэнаган женился на Полли Мурман, и у пары родилось пятеро детей, прежде чем они в 1844 году переехали в Хендерсон, штат Техас. Флэнаган открыл магазин и стал уважаемым жителем Хендерсона. Он купил ферму, торговал землёй и занялся юридической практикой.

### Политическая карьера
В 1830—1840-х годах Флэнаган был вигом и активным сторонником Сэма Хьюстона. Позже он стал умеренным республиканцем. В 1851—1852 годах Флэнаган был членом Палаты представителей Техаса, а в 1855—1858 годах — сенатором Техаса.
Когда в Техас пришла гражданская война, Флэнаган удалился на своё ранчо, где спокойно жил и поставлял по контракту кожу армии конфедератов. Во время реконструкции он вернулся к активной политической деятельности. Флэнаган был делегатом обеих Конституционных конвентов. На конвенте 1866 года была подготовлена Конституция штата, однако её отвергло федеральное правительство. Конвент 1868—1869 годов, где Флэнаган был делегатом вместе со своим сыном Уэбстером, был более успешным.
В 1869 году на 12-й сессии законодательного собрания, в соответствии с новой Конституцией, Флэнаган был избран вице-губернатором Техаса. Он занимал эту должность только до 1870 года, когда Техас был вновь принят в Союз, однако так никогда и не был официально введён в должность. 23 февраля 1870 года законодательное собрание штата избрало Флэнагана, наряду с Морганом Хэмилтоном, в Сенат США. Он был сенатором на протяжении одного срока до 3 марта 1875 года, когда был заменён демократом Сэмюэлем Мэкси. В сенате он был сторонником администрации президента Улисса Гранта. Флэнаган был председателем комитета по почтовым отделениям и дорогам, комитета по образованию и комитета по труду. 7 марта 1872 года он выступил в сенате с предложением отчуждения федеральному правительству территории Техаса к северу и западу от линии, проведённой из северо-западного угла округа Хардемен к устью реки Пекос. Эта земля, более трети территории штата, должна была стать индейской резервацией.

### Дальнейшая жизнь
После ухода из сената Флэнаган поселился на одном из своих ранчо близ Лонгвью, Техас. Он женился в третий раз (две предыдущие жены умерли), его женой стала Элизабет Лейн. От трёх браков у него родились одиннадцать детей. Один из его сыновей, Дэвид Уэбстер, также был вице-губернатором Техаса.
Флэнаган умер на своей ферме в Лонгвью в 1887 году и был похоронен рядом со своей первой женой Полли на семейном кладбище в Хендерсоне.